# ディック・マグワイア
リチャード・ジョセフ・"ディック"・マグワイア (Richard Joseph "Dick" McGuire, 1926年1月25日 - 2010年2月3日) は、アメリカ合衆国ニューヨーク州ハンティントン出身の元プロバスケットボール選手、指導者。1950年代にNBAで活躍した。出身大学はセント・ジョンズ大学。ニューヨーク・ニックスにおいて選手、コーチ、スカウトマン、スタッフなど多岐に渡って貢献し、"Dick the Knick"の称号を与えられた。背番号『15』はニックスの永久欠番となっており、1993年には殿堂入りを果たしている。弟はカレッジ・バスケの名コーチとして知られるアル・マグワイア。

## 選手キャリア
ディック・マグワイアことリチャード・ジョセフ・マグワイアは、第二次世界大戦を前後して、ニューヨークのセント・ジョンズ大学でプレイした後、1949年のBAAドラフトでニューヨーク・ニックスから指名を受けてNBA入りを果たす。
1年目の1949-50シーズンからチームの司令塔として活躍し、8.6得点5.7アシストの成績でアシスト王に輝いた。通算386アシストは、1987-88シーズンにマーク・ジャクソンに破られるまで、ニックスのルーキー記録だった。当時のニックスにはマグワイアにマックス・ザスロフスキー、ハリー・ギャラティンら豊富なタレント陣を擁し、ニックスは1950-51シーズンから3シーズン連続でファイナルに進出するが、いずれも敗退し、あと一歩のところで優勝には届かなかった。マグワイアはリーグ屈指の司令塔となり、1950-51シーズンにはオールNBA2ndチームに選ばれ、またこのシーズンから毎年のようにオールスターに出場したが、チームは3度目のファイナル出場を頂点に停滞期に入った。マグワイア個人も31歳を迎えた1956-57シーズンは不振に陥り、このシーズンを最後に8シーズン過ごしたニックスを去ることになった。
デトロイト・ピストンズに移籍し、心機一転したマグワイアは成績も以前の水準に戻った。ピストンズでは3シーズンだけプレイし、3年目のシーズンにはコーチ兼任としてプレイした。以後、コーチ職に専念するため、1959-60シーズンを最後に現役から引退した。
NBA通算成績は11シーズンのプレイで、5,921得点（8.0得点）4,205アシスト（5.7アシスト）だった。

### プレースタイルと業績
NBA黎明期における最も優秀なポイントガードの一人と目されている。クレバーさと派手さを兼ね備えたスター選手として大学時代から人気を集め、「背中にも目がある」と思わせるほどの意表を突いたパスを出すことも珍しくなかった。その優れたボールハンドリング技術から"Tricky Dick"の異名を持つ。
- オールスターゲーム：1951年, 1952年, 1954年－1956年, 1958年, 1959年
- オールNBA2ndチーム：1951年
- アシスト王：1950年
- バスケットボール殿堂
- 背番号『15』はニューヨーク・ニックスの永久欠番

## 引退後

### コーチキャリア
マグワイアは現役時代の1959-60シーズン途中からレッド・ロシャの後任としてデトロイト・ピストンズのヘッドコーチを務め、このシーズンを最後に現役から引退し、以後コーチに専念することになった。勝率4割台を推移するピストンズはマグワイアのコーチ就任後僅かに上昇の気配を見せたが、結局勝率5割を上回ることはなく、マグワイアは1962-63シーズンを最後に退任した。
その後マグワイアは1シーズンを挟んで1965-66シーズン途中からハリー・ギャラティンの後任として古巣のニューヨーク・ニックスのヘッドコーチに就任した。選手時代のマグワイアがニックスを去って以降長い低迷期に入っていたニックスは、このシーズンも開幕から大きく負け越していた。しかしマグワイアのヘッドコーチ就任後は少しずつ勝率を上げていき、翌1966-67シーズンには8シーズンぶりのプレーオフに導いた。しかしチームは負け越した状況が続いていたため、マグワイアは翌1967-68シーズンに当時ニックスのスカウト兼球団副社長だったレッド・ホルツマンと役職を入れ替える形で、コーチ職から退いた。
マグワイアのコーチ通算成績は457試合197勝260敗、勝率.431だった。

### スカウティング・その他
- マグワイアはニックスでの17年に渡るスカウティング・ディレクター、20年に渡るチーフスカウトと、長期に渡ってニックスのスカウト職を務めた。彼に見出された選手には古くはマーク・ジャクソン、ロッド・ストリックランド、近年ではデビッド・リー、ネイト・ロビンソンらが居る。
- マグワイアは選手時代、コーチ時代、スカウト時代、その他を合計すると、ニックスの約60年の歴史のうち、49年間ニックスに関わったことになる。
- NBAコーチ協会が長年NBAに貢献した人物に送られる、マグワイアの名前を冠した「ディック・マグワイア賞」がある。
- 受賞歴
  - マディソン・スクエア・ガーデン殿堂
  - セント・ジョンズ大学アスレチック殿堂
  - ニューヨーク市スポーツ殿堂
  - ニューヨーク市バスケットボール殿堂

## 個人成績
| *    | リーグ1位    |
| 太字 | キャリアハイ |

### レギュラーシーズン
| Season   | Team     | GP  | MPG  | FG%  | FT%  | RPG | APG | PPG |
| -------- | -------- | --- | ---- | ---- | ---- | --- | --- | --- |
| 1949–50  | NYK      | 68  | –    | .337 | .652 | –   | 5.7 | 8.6 |
| 1950–51  | NYK      | 64  | –    | .371 | .649 | 5.2 | 6.3 | 8.4 |
| 1951–52  | NYK      | 64  | 31.5 | .430 | .631 | 5.2 | 6.1 | 9.2 |
| 1952–53  | NYK      | 61  | 29.2 | .381 | .569 | 4.6 | 4.9 | 7.2 |
| 1953–54  | NYK      | 68  | 34.5 | .408 | .638 | 4.6 | 5.2 | 9.1 |
| 1954–55  | NYK      | 71  | 32.5 | .389 | .644 | 4.5 | 7.6 | 9.1 |
| 1955–56  | NYK      | 62  | 27.2 | .347 | .637 | 3.5 | 5.8 | 6.9 |
| 1956–57  | NYK      | 72  | 16.5 | .383 | .644 | 2.0 | 3.1 | 5.3 |
| 1957–58  | DET      | 69  | 33.5 | .373 | .667 | 4.2 | 6.6 | 8.1 |
| 1958–59  | DET      | 71  | 29.1 | .427 | .740 | 4.0 | 6.2 | 9.2 |
| 1959–60  | DET      | 68  | 21.6 | .445 | .617 | 3.9 | 5.3 | 7.1 |
| Career   | Career   | 738 | 28.3 | .389 | .644 | 4.2 | 5.7 | 8.0 |
| All-Star | All-Star | 7   | 21.6 | .387 | .417 | 3.3 | 5.4 | 4.1 |

### プレーオフ
| Year   | Team   | GP | MPG  | FG%   | FT%  | RPG | APG  | PPG  |
| ------ | ------ | -- | ---- | ----- | ---- | --- | ---- | ---- |
| 1950   | NYK    | 5  | –    | .423  | .731 | –   | 5.4* | 12.6 |
| 1951   | NYK    | 14 | –    | .313  | .453 | 5.9 | 5.6* | 5.3  |
| 1952   | NYK    | 14 | 39.0 | .449  | .570 | 5.1 | 6.4* | 10.4 |
| 1953   | NYK    | 11 | 32.7 | .407  | .636 | 5.7 | 6.4* | 7.5  |
| 1954   | NYK    | 4  | 17.0 | .250  | .600 | 1.0 | 1.3  | 2.8  |
| 1955   | NYK    | 3  | 25.0 | .316  | .667 | 3.0 | 4.0  | 6.7  |
| 1958   | DET    | 7  | 33.7 | .417  | .708 | 4.7 | 5.7  | 9.6  |
| 1959   | DET    | 3  | 36.3 | .625* | .636 | 5.7 | 6.3  | 15.7 |
| 1960   | DET    | 2  | 21.0 | .417  | .333 | 2.0 | 4.5  | 5.5  |
| Career | Career | 63 | 32.6 | .410  | .593 | 4.9 | 5.6  | 8.3  |

## コーチ戦績

### NBA
| Team   | Season  | Regular season | Regular season | Regular season | Regular season | Playoffs | Playoffs | Playoffs | Playoffs | Playoffs               |
| Team   | Season  | G              | W              | L              | W-L%           | G        | W        | L        | W-L%     | Results                |
| ------ | ------- | -------------- | -------------- | -------------- | -------------- | -------- | -------- | -------- | -------- | ---------------------- |
| DET    | 1959–60 | 41             | 17             | 24             | .415           | 2        | 0        | 2        | .000     | ディビジョン準決勝敗退 |
| DET    | 1960–61 | 79             | 34             | 45             | .430           | 5        | 2        | 3        | .400     | ディビジョン準決勝敗退 |
| DET    | 1961–62 | 80             | 37             | 43             | .463           | 10       | 5        | 5        | .500     | ディビジョン決勝敗退   |
| DET    | 1962–63 | 80             | 34             | 46             | .425           | 4        | 1        | 3        | .250     | ディビジョン準決勝敗退 |
| NYK    | 1965–66 | 59             | 24             | 35             | .407           | –        | –        | –        | –        | –                      |
| NYK    | 1966–67 | 81             | 36             | 45             | .444           | 4        | 1        | 3        | .250     | ディビジョン準決勝敗退 |
| NYK    | 1967–68 | 38             | 15             | 23             | .395           | –        | –        | –        | –        | –                      |
| Career | Career  | 458            | 197            | 261            | .430           | 25       | 9        | 16       | .360     |                        |